# Sorbey (Meuse)
Sorbey is een gemeente in het Franse departement Meuse (regio Grand Est) en telt 187 inwoners (2005).
De gemeente maakt deel uit van het kanton Bouligny in het arrondissement Verdun. Voor maart 2015 was het deel van het kanton Spincourt, dat toen werd opgeheven.

## Geografie
De oppervlakte van Sorbey bedraagt 12,6 km², de bevolkingsdichtheid is 14,8 inwoners per km².
De onderstaande kaart toont de ligging van Sorbey (Meuse) met de belangrijkste infrastructuur en aangrenzende gemeenten.

## Demografie
Onderstaande figuur toont het verloop van het inwonertal (bron: INSEE-tellingen).

Amel-sur-l'Étang · Arrancy-sur-Crusnes · Billy-sous-Mangiennes · Bouligny · Dommary-Baroncourt · Domremy-la-Canne · Duzey · Éton · Foameix-Ornel · Gouraincourt · Lanhères · Loison · Mangiennes · Morgemoulin · Muzeray · Nouillonpont · Pillon · Rouvres-en-Woëvre · Rouvrois-sur-Othain · Saint-Laurent-sur-Othain · Saint-Pierrevillers · Senon · Sorbey · Spincourt · Vaudoncourt · Villers-lès-Mangiennes
1. ↑  Populations de référence 2022.